# Ballinalack
Ballinalack (en irlandais : Béal Átha na Leac, le gué aux dalles rocheuses) est à la fois un village et un townland du comté de Westmeath, en Irlande à 14 km au nord-est de Mullingar.
Ballinalack est l'un des 15 townlands de la paroisse civile de Leny dans la baronnie de Corkaree, province du Leinster. Le townland couvre 62 ha. La rivière Inny y serpente et forme la limite ouest de la localité. Les townlands voisins sont : Cappagh au nord, Carrick et Grange à l'est, Cullenhugh et Glebe au sud et Joanstown à l'ouest,.

D'après le recensement, en 1911, le townland comptait 24 maisons, et 105 habitants, la plupart demeurant au centre, dans le village.